# 1604 Tombaugh
1604 Tombaugh este un asteroid din centura principală, descoperit pe 24 martie 1931, de Lowell Observatory.